# Swammerdamella genypodis
Swammerdamella genypodis is een muggensoort uit de familie van de Scatopsidae. De wetenschappelijke naam van de soort is voor het eerst geldig gepubliceerd in 1972 door Cook.